# Eduardo Kruse
Eduardo Emilio Kruse (n. Esperanza, 17 de febrero de 1953) es un geólogo argentino, especializado en hidrogeología. Actualmente se desempeña como Profesor Titular en la Universidad Nacional de La Plata, Investigador Superior del CONICET, Director Ejecutivo del Centro Interdisciplinario de Investigaciones Aplicadas del Agua y el Ambiente (CIIAAA, perteneciente a: Universidad Nacional de La Plata, CONICET, Universidad Nacional del Noroeste de la Provincia de Buenos Aires, Instituto Nacional del Agua y CIC (Provincia de Buenos Aires)). y Director del Centro de Estudios Integrales de la Dinámica Exógena (perteneciente a la Universidad Nacional de La Plata).

## Títulos
Eduardo E. Kruse es Licenciado en Geología (1975), Doctor en Ciencias Naturales (1989) y Docente Universitario (1988), todas carreras de la Universidad Nacional de La Plata. A su vez, es Especialista en Hidrogeología (1980) a partir de una capacitación de la UNESCO.
Obtuvo el título de Doctor en Ciencias Naturales con la tesis titulada "La hidrología en la cuenca del río Mojotoro y su relación con las características geológico-geomorfológicas".

## Cargos
En 2021 se desempeña como:
- Profesor Titular Ordinario en la Cátedra de Hidrología General y Profesor Titular en la Cátedra de Hidrogeología General. (Facultad de Ciencias Naturales y Museo. UNLP).[4]

- Director Ejecutivo del Centro Interdisciplinario de Investigaciones Aplicadas del Agua y el Ambiente (CIIAAA). Universidad Nacional de La Plata – CONICET – Universidad Nacional del Noroeste de la Provincia de Buenos Aires – Instituto Nacional del Agua – CIC (Provincia de Buenos Aires).

- Director de la Maestría en Ecohidrología (Universidad Nacional de La Plata).[5]
- Director del Centro de Estudios Integrales de la Dinámica Exógena (CEIDE, UNLP).[1]

## Publicaciones
Es autor o coautor de numerosos artículos científicos artículos científicos publicados en revistas nacionales e internacionales (como Science of the Total Environment, Water Resource Management, Environmental Earth Science, Journal of Hidrology, Revista de Geología Aplicada a la Ingeniería y al Ambiente, Journal of Coastal Research, Journal of South American Earth Sciences, Applied Geochemistry, Environmental Geology, Revista de la Asociación Geológica Argentina, Hydrogeology Journal, Review of Scientific Instruments). Participó en la publicación de 34 capítulos de libros, seis libros completos y 136 resúmenes o artículos completos en Actas de reuniones científicas.
La producción científica y tecnológica de E. Kruse representan importantes aportes a la geohidrología, como el uso sustentable de los acuíferos, la determinación, modelización y prevención de la contaminación de los mismos, la variación en las capas freáticas de acuerdo con la variación en las precipitaciones en superficie, la caracterización hidrológica de las relaciones entre aguas salobres y dulces en diferentes ambientes, y la interrelación entre los procesos costeros y las aguas superficiales y subterráneas, especialmente en la región costera exterior del estuario del Río de la Plata.

## Formación de recursos humanos
A lo largo de su carrera ha dirigido 12 tesis doctorales culminadas, 8 de maestría y una tesis de licenciatura, todas en temas relacionados con sus investigaciones.